# میخائیل روث
میخائیل روث (انگلیسی: Michael Roth؛ زادهٔ ۲۴ اوت ۱۹۷۰) یک سیاستمدار  اهل آلمان و عضو حزب سوسیال دموکرات آلمان است که از ۲۷ سپتامبر ۱۹۹۸ به‌عنوان عضو بوندستاگ خدمت می‌کند.